# Actinocrinites
Actinocrinites is een geslacht van uitgestorven zeelelies, dat leefde tijdens het Carboon.

## Beschrijving
Deze zeelelie had een stijve, uit meerdere veelhoekige kalkplaten bestaande, bolvormige kelk met een ronde steel, die was samengesteld uit vele platte stengelleedjes (columnalia). Deze platen waren in meerdere rijen in een bepaalde volgorde geplaatst, vanaf de basis waar de kelk zat vastgehecht op de steel. Daarboven bevond zich het basale armgedeelte met een iets afwijkend mozaïekpatroon, overgaande in een vijftal uitstekende armstompen. Het gewelfde bovenste kelkoppervlak was samengesteld uit vrij grote platen. De normale kelkdiameter bedroeg ongeveer 4 cm.

## Leefwijze
Dit geslacht bewoonde diepe wateren op riffen, waar het zich aan de zeebodem verankerde door middel van een soort wortelstelsel, dat aan de onderzijde van de steel was bevestigd. De korte, eenvoudige armen werden gebruikt om voedseldeeltjes op te vangen.

## Soorten
- †Actinocrinites batheri Whidborne 1896
- †Actinocrinites brouweri Wanner 1924
- †Actinocrinites zhaoae Waters et al. 2003
- †Actinocrinites triacontadactylus